# Absolut Art Collection
Absolut Art Collection är en svensk konstsamling.
Absolut Art Collection är en samling konstverk för Absolut Vodka, som började byggas upp av dåvarande AB Vin & Spritcentralen 1986 med ett verk av Andy Warhol och numera omfattar omkring 850 konstverk av 550 konstnärer. Konstsamlingen undantogs från försäljningen av Vin & Sprit AB till Pernod Ricard 2007 efter ett enhälligt riksdagsbeslut, vilket föranletts av en motion av Leif Pagrotsky.
Absolut Art Collection visas på Spritmuseum i Stockholm.